# العلاقات الجزائرية التشيلية
العلاقات الجزائرية التشيلية هي العلاقات الثنائية التي تجمع بين الجزائر وتشيلي.

## مقارنة بين البلدين
هذه مقارنة عامة ومرجعية للدولتين:
| وجه المقارنة                                              | الجزائر                      | تشيلي                         |
| --------------------------------------------------------- | ---------------------------- | ----------------------------- |
| المساحة (كم2)                                             | 2.38 مليون                   | 756.10 ألف                    |
| عدد السكان (نسمة)                                         | 38.81 مليون                  | 17.37 مليون                   |
| الكثافة السكانية (ن./كم²)                                 | 16.31                        | 22.97                         |
| العاصمة                                                   | الجزائر                      | سانتياغو                      |
| اللغة الرسمية                                             | اللغة العربية، لغات أمازيغية | اللغة الإسبانية               |
| العملة                                                    | دينار جزائري                 | بيزو تشيلي، وحدة حساب تشيلية ‏ |
| الناتج المحلي الإجمالي (بليون دولار)                      | 170.37 مليار                 | 277.08 مليار                  |
| الناتج المحلي الإجمالي (تعادل القوة الشرائية) بليون دولار | 582.63 مليار                 | 419.39 مليار                  |
| الناتج المحلي الإجمالي الاسمي للفرد دولار أمريكي          | 4.21 ألف                     | 13.42 ألف                     |
| الناتج المحلي الإجمالي للفرد دولار أمريكي                 | 14.19 ألف                    | 22.07 ألف                     |
| مؤشر التنمية البشرية                                      | 0.745                        | 0.832                         |
| رمز المكالمات الدولي                                      | +213                         | +56                           |
| رمز الإنترنت                                              | .dz                          | .cl                           |
| المنطقة الزمنية                                           | ت ع م+01:00                  | 00، 00، 00، 00                |

## منظمات دولية مشتركة
يشترك البلدان في عضوية مجموعة من المنظمات الدولية، منها:
| علم المنظمة | اسم المنظمة                               | تاريخ انضمام الجزائر | تاريخ انضمام تشيلي |
| ----------- | ----------------------------------------- | -------------------- | ------------------ |
|             | وكالة ضمان الاستثمار متعدد الأطراف        | 4 يونيو 1996         | 12 أبريل 1988      |
|             | منظمة الشرطة الجنائية الدولية             | ?                    | ?                  |
|             | منظمة حظر الأسلحة الكيميائية              | ?                    | ?                  |
|             | منظمة التجارة العالمية                    | ?                    | ?                  |
|             | الفريق المعني برصد الأرض                  | 2005                 | ?                  |
|             | الأمم المتحدة                             | 8 أكتوبر 1962        | 24 أكتوبر 1945     |
|             | مؤسسة التمويل الدولية                     | 23 سبتمبر 1990       | 15 أبريل 1957      |
|             | يونسكو                                    | 15 أكتوبر 1962       | 7 يوليو 1953       |
|             | مؤسسة التنمية الدولية                     | 26 سبتمبر 1963       | 30 ديسمبر 1960     |
|             | البنك الدولي للإنشاء والتعمير             | 26 سبتمبر 1963       | 31 ديسمبر 1945     |
|             | المنظمة الهيدروغرافية الدولية             | ?                    | ?                  |
|             | الاتحاد البريدي العالمي                   | ?                    | ?                  |
|             | المركز الدولي لتسوية المنازعات الاستشارية | 22 مارس 1996         | 24 أكتوبر 1991     |
|             | الاتحاد الدولي للاتصالات                  | 3 مايو 1963          | 1908               |

## وصلات خارجية
- موقع وزارة الخارجية الجزائرية
- موقع وزارة الخارجية التشيلية